# O Cacto Vermelho
O Cacto Vermelho é o terceiro livro de contos de Lygia Fagundes Telles, publicado em 1949, pela Editora Mérito. A obra agraciada com o Prêmio Afonso Arinos da Academia Brasileira de Letras.